# Olympische Sommerspiele 1996/Teilnehmer (Fidschi)
| Gelbes Symbol für Goldmedaillen mit stilisierten Olympischen Ringen | Graues Symbol für Silbermedaillen mit stilisierten Olympischen Ringen | Braundes Symbol für Bronzemedaillen mit stilisierten Olympischen Ringen |
| ------------------------------------------------------------------- | --------------------------------------------------------------------- | ----------------------------------------------------------------------- |
| —                                                                   | —                                                                     | —                                                                       |

Fidschi nahm bei den Olympischen Sommerspielen 1996 in Atlanta zum neunten Mal an Olympischen Sommerspielen teil. Die Mannschaft bestand aus 17 Sportlern, von denen 14 Männer und drei Frauen waren. Die jüngste Teilnehmerin war die Schwimmerin Caroline Pickering mit 16 Jahren und 81 Tagen, der älteste war der Segler Geoffrey Taylor mit 46 Jahren und 92 Tagen. Während der Eröffnungsfeier am 19. Juli 1996 trug der Leichtathlet Jone Delai die Flagge Fidschis in das Olympiastadion.

## Teilnehmer
| Name                        | Alter | Geschlecht | Sportart       | Resultat(e)                                                                                               |
| --------------------------- | ----- | ---------- | -------------- | --- |
| Solomone Bole               | 22    | männlich   | Leichtathletik | Platz 5 im dritten Vorlauf mit der 100-Meter-Staffel; Platz 6 im ersten Vorlauf mit der 400-Meter-Staffel |
| Shayne Brodie               | 23    | männlich   | Segeln         | Platz 18 im Tornado                                                                                       |
| Tiko Crofoot                | 17    | männlich   | Segeln         | Platz 54 im Laser                                                                                         |
| Jone Delai                  | 28    | männlich   | Leichtathletik | Platz 4 im zehnten Vorlauf über 100 Meter; Platz 5 im dritten Vorlauf mit der 100-Meter-Staffel           |
| Roberta Lepper              | 17    | weiblich   | Segeln         | Platz 28 im Europe                                                                                        |
| Isireli Naikelekelevesi     | 19    | männlich   | Leichtathletik | Platz 6 im ersten Vorlauf mit der 400-Meter-Staffel                                                       |
| Joe Naivalu                 | 18    | männlich   | Leichtathletik | Platz 6 im vierten Vorlauf über 110 Meter Hürden                                                          |
| Soloveni Nakaunicina        | 22    | männlich   | Leichtathletik | Platz 5 im dritten Vorlauf mit der 100-Meter-Staffel; Platz 6 im ersten Vorlauf mit der 400-Meter-Staffel |
| Angus Pattie                | 31    | männlich   | Segeln         | Platz 18 im Tornado                                                                                       |
| Anthony Philp               | 27    | männlich   | Segeln         | Platz 14 im Windsurfen                                                                                    |
| Caroline Pickering          | 16    | weiblich   | Schwimmen      | Platz 47 über 100 Meter Freistil                                                                          |
| Carl Probert                | 20    | männlich   | Schwimmen      | Platz 39 über 200 Meter Freistil                                                                          |
| Rachel Rogers               | 21    | weiblich   | Leichtathletik | Platz 6 im fünften Vorlauf über 100 Meter Hürden                                                          |
| Henry Rogo                  | 27    | männlich   | Leichtathletik | Platz 5 im dritten Vorlauf mit der 100-Meter-Staffel; Platz 6 im ersten Vorlauf mit der 400-Meter-Staffel |
| Nacanieli Takayawa-Qerawaqa | 20    | männlich   | Judo           | Platz 21 im Halbschwergewicht                                                                             |
| Geoffrey Taylor             | 46    | männlich   | Segeln         | Platz 31 im Finn Dinghy                                                                                   |
| Rupeni Varea                | 27    | männlich   | Gewichtheben   | Platz 17 im Leicht-Schwergewicht                                                                          |